# Acanthodelta olivaceotincta
Acanthodelta olivaceotincta är en fjärilsart som beskrevs av Embrik Strand 1914. Acanthodelta olivaceotincta ingår i släktet Acanthodelta och familjen nattflyn. Inga underarter finns listade i Catalogue of Life.